# The Body Snatchers
The Body Snatchers é um romance de terror e ficção científica do escritor americano Jack Finney originalmente serializado na revista Collier's em novembro-dezembro de 1954 e publicado em formato de livro no ano seguinte.

## Trama
O romance descreve a cidade de Mill Valley no Condado de Marin na Califórnia, sendo invadida por sementes que chegaram à Terra vindas do espaço. As sementes, cultivadas a partir de vagens semelhantes a plantas, substituem pessoas adormecidas por cópias físicas perfeitas, com os mesmos conhecimentos, memórias, cicatrizes, etc., mas incapazes de emoções ou sentimentos humanos. As vítimas humanas desaparecem para sempre.
As duplicatas vivem apenas cinco anos e não podem se reproduzir sexualmente; consequentemente, se não forem impedidas, rapidamente transformarão a Terra em um planeta morto e seguirão para o próximo mundo. Um dos invasores duplicatas afirma que é isso que os humanos fazem – consumir recursos, exterminar populações indígenas e destruir ecossistemas em nome da sobrevivência.

## Recepção
O romance é frequentemente comparado a The Puppet Masters, de Robert Heinlein publicado três anos antes. Em 1967, Damon Knight criticou a incoerência científica de The Body Snatchers:

As vagens de sementes, diz Finney, flutuaram pelo espaço interestelar até a Terra, impulsionadas por uma leve pressão. Isso ecoa uma noção familiar, a teoria dos esporos de Arrhenius. Mas os esporos mencionados estão entre os menores seres vivos – pequenos o suficiente para serem deslocados por moléculas de hidrogênio... Ao confundir essas partículas minúsculas com vagens de sementes de um metro, Finney invalida todo o seu argumento – e torna ridícula a cena final em que as vagens, derrotadas, flutuam para o céu em busca de outro planeta.
John Clute comenta sobre o romance e a carreira do autor em The Science Fiction Encyclopedia:
Descreve de forma horripilante a invasão de uma pequena cidade por esporos interestelares que duplicam seres humanos, reduzindo-os a pó no processo; os ameaçadores seres-esporos que permanecem simbolizam, argumenta-se, a perda de liberdade na sociedade contemporânea. Os romances subsequentes de Jack Finney são contados de forma superficial, mas menos envolventes.
O crítico da Galaxy Science Fiction, Groff Conklin, criticou a edição original, declarando que "Muitos romances de ficção científica carecem de originalidade excepcional, mas este carece dela em um grau excepcional". Anthony Boucher para a F&SF, considerou-a "intensamente legível e imprevisivelmente engenhosa", apesar das inconsistências perceptíveis e de sua, às vezes, falta de precisão científica. O crítico da Astounding Science-Fiction, P. Schuyler Miller, relatou que, uma vez que Finney expõe sua premissa, o romance se torna "uma história de perseguição direta, com vários truques interessantes e um desfecho não totalmente convincente". Atualmente, as adaptações cinematográficas da obra são relatadas como melhores e mais influentes. The Body Snatchers é uma das influências para o longa-metragem The Faculty (1998).

## Adaptações
Invasion of the Body Snatchers (1956), dirigido por Don Siegel, é a primeira adaptação do romance e nela os alienígenas substituem humanos por cópias sem emoções em uma pequena cidade da Califórnia. Visto como alegoria política da Guerra Fria, o filme reflete temores de conformidade social, totalitarismo do Macarthismo e perda de identidade, embora o diretor afirmasse não ter buscado uma mensagem explícita. Reconhecido por sua atmosfera de paranoia e suspense, foi preservado no National Film Registry e permanece uma das obras mais influentes do gênero.
A versão de 1978 de Invasion of the Body Snatchers, dirigida por Philip Kaufman, transpõe a trama para a São Francisco contemporânea, intensificando o horror com efeitos mais gráficos, cenas de mutação grotesca e um clima de paranoia urbana. O remake mantém a essência da perda de identidade, mas amplia a escala e a visceralidade, transformando o suspense sugestivo do original em um terror físico e psicológico mais explícito, reforçado por referências ao primeiro filme, como a participação de Kevin McCarthy, que cria um elo entre as duas versões. Recebeu aclamação das crítica, com alguns defendendo como superior a adaptação de 1956.
Em 1993, Abel Ferrara lançou o remake da obra intitulada de Body Snatchers, que leva a invasão alienígena para uma base militar no Alabama, usando o ambiente rígido como metáfora da perda de identidade e do conformismo. Com foco em uma protagonista adolescente e no drama familiar, entrega um horror mais físico e claustrofóbico, reforçado por efeitos práticos e atmosfera sombria. Embora elogiado por críticos como Roger Ebert pelo impacto visual e pela tensão, parte do público achou o filme menos denso em subtexto político que as outras adaptações, enxergando-o mais como um thriller de terror visceral do que como uma alegoria social, o que fez com que fosse inicialmente ignorado, mas ganhasse status de culto com o tempo.
No ano de 2007, uma nova versão chamada de The Invasion com a direção de Oliver Hirschbiegel transporta o enredo para Washington, D.C., com uma psiquiatra (Nicole Kidman) tentando salvar seu filho e a si mesma de uma infecção que se espalha como um vírus por meio do sono. O remake foi criticado pelo público e crítica sendo até então citado como a "pior adaptação" do romance embora a atuação de Nicole Kidman tenha sido elogiada.
Uma quarta adaptação sem título produzido pela Warner Bros. foi relatada como estando em desenvolvimento em 2017 e teria o roteiro de David Leslie Johnson, mas a idéia foi descartada. O filme independente There Are Monsters (2013) é essencialmente um remake no estilo found footage baseado no filme de 1978. Em 2019, uma adaptação livre de Invasion of the Body Snatchers é lançada sob o título de Assimilate.

## Edições

### Primeira edição
- Finney, Jack (c. 1955). The Body Snatchers. [S.l.]: New York: Dell Publishing
- Finney, Jack (1955). The Body Snatchers. [S.l.]: London: Eyre & Spottiswoode

### Edição revisada
- Finney, Jack (1978). The Body Snatchers. [S.l.]: New York: Dell Publishing

### Fotonovela
- Finney, Jack (1979). The Body Snatchers. Los Angeles: California: Fotonovel Publications contém fotografias das cenas do remake de 1978